# Carcharhinus borneensis
Requin de Bornéo
Espèce
Synonymes
- Carcharias borneensis Bleeker, 1858

Statut de conservation UICN

 CR A2cd : 
En danger critique
Répartition géographique
Le Requin de Bornéo (Carcharhinus borneensis) est une espèce de requin de la famille des Carcharhinidae. Il est extrêmement rare, et on le rencontre exclusivement dans les eaux côtières autour de Mukah au nord-ouest de Bornéo, bien qu'il ait été autrefois beaucoup plus répandu. C'est un petit requin gris atteignant 65 cm de long. Il a un corps élancé avec un long museau pointu et seconde nageoire dorsale de petite taille située juste derrière l'origine de la nageoire anale. Cette espèce est la seule de son genre à présenter une rangée de pores dilatés au-dessus des extrémités de sa gueule.
On ne sait pas grand chose du comportement et du cycle de vie du Requin de Bornéo. Il est vivipare, comme les autres requins de sa famille. La femelle a des portées de 6 jeunes en moyenne, qui sont alimentés tout au long de la gestation par une connexion au placenta. L'Union internationale pour la conservation de la nature (UICN) a dernièrement classé l'espèce comme en danger, alors qu'elle n'avait pas été vue depuis 1937. Bien que depuis une population a été découverte, le Requin de Bornéo continue de bénéficier de ce statut de sauvegarde au vu de sa faible aire de répartition dans des eaux qui font l'objet d'une pêche intensive.

## Description
Le Requin de Bornéo a un corps mince et élancé, avec un long museau pointu et des narines obliques en forme de fentes partiellement recouvertes par d'étroits volets de peau. Les yeux sont plutôt grands et circulaires, et équipés de membranes nictitantes. Les extrémités de la gueule se prolongent par de courts sillons indistincts, et immédiatement au-dessus on trouve une rangée de pores dilatés qui sont uniques dans ce genre. Il y a 25 à 26 rangées de dents sur la mâchoire supérieure et 23 à 25 sur la mâchoire inférieure. Les dents supérieures ont un seul tranchant oblique, avec des bords fortement dentelés et des cuspides sur la face arrière. Les dents inférieures sont similaires, mais ont tendance à être plus minces et plus finement dentelées. Les cinq paires de fentes branchiales sont courtes,.
Les nageoires pectorales sont courtes, pointues, et falciformes, tandis que les nageoires pelviennes sont petites et triangulaires, avec une marge arrière presque droite. La première nageoire dorsale est assez grande et triangulaire, avec un sommet émoussé se poursuivant par une bordure arrière sinueuse ; elle est implantée au niveau des extrémités arrières libres des nageoires pectorales. La deuxième nageoire dorsale est petite et placée au niveau du milieu de la base de la nageoire anale. Il n'y a pas de crête entre les nageoires dorsales. La queue porte une encoche profonde en forme de croissant à la base du lobe supérieur de la nageoire caudale. Cette dernière est asymétrique, et a un lobe inférieur bien développé et un lobe supérieur plus long et étroit avec une nette encoche près de la pointe. Les denticules cutanées sont petites et se chevauchent, chacune ayant trois arêtes horizontales menant à des dents marginales. Cette espèce est gris ardoise dessus, plus foncé vers l'extrémité de la nageoire dorsale et du lobe supérieur de la nageoire caudale ; certains spécimens ont des rangées irrégulières de petites taches blanches, qui peuvent être un artefact lié à leur manipulation. Le dessous est blanc, et cette couleur s'étend sur les flancs comme une bande pâle mal délimitée. Le plus grand spécimen connu mesurait 65 cm de long,.

## Distribution et habitat

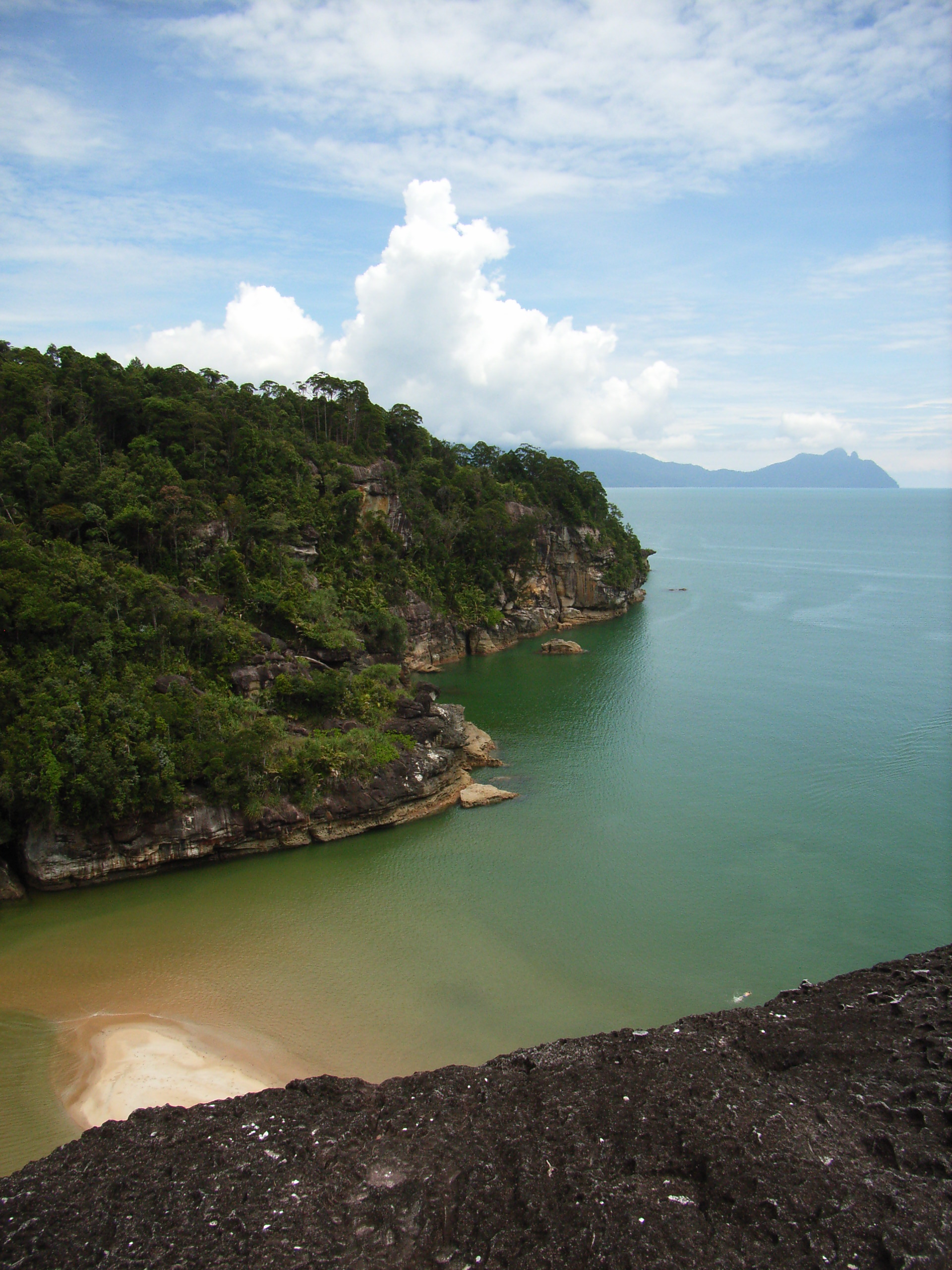
Le Requin de Bornéo a uniquement été observé dans les eaux côtières de Sarawak.

Tous les spécimens de Requin de Bornéo découverts récemment l'ont été sur les sites de débarquement de la pêche à Mukah au Sarawak, malgré les études approfondies menées dans le reste de Bornéo (y compris dans la localité du spécimen type). Ainsi, son aire de répartition semble se limiter aux eaux côtières peu profondes situées au nord-ouest de Bornéo,. Sur les cinq spécimens découverts auparavant, quatre provenaient de Bornéo et l'autre de l'île de Zhoushan en Chine, montrant une distribution antérieure plus large. Cette espèce a également été enregistrée à Borongan aux Philippines en 1895 et à Java en 1933 ; ces observations ne sont toutefois pas suffisantes pour en tirer des conclusions sur la répartition historique de l'espèce car il n'y a eu aucune observation ultérieure dans ces régions.

## Biologie et écologie
Les poissons osseux constituent probablement la principale nourriture du Requin de Bornéo. Il est vivipare comme les autres requins requiem, et les embryons en développement sont approvisionnés en nutriments par la mère via une connexion placentaire formé par le reliquat de la vésicule vitelline. La taille de la portée est en général de six jeunes, et les nouveau-nés mesurent environ 24 à 28 cm de long. À partir des spécimens disponibles, la longueur à la maturité sexuelle peut être estimée à environ 55 à 58 cm chez les mâles et 61 à 65 cm pour les femelles,.

## Taxonomie et phylogénie
L'ichtyologiste hollandais Pieter Bleeker a initialement décrit le Requin de Bornéo sous l'appellation scientifique Carcharias (Prionodon) borneensis dans un numéro datant de 1858 de la revue scientifique Acta Societatis Regiae Scientiarum indo- Neêrlandicae. Il s'est appuyé pour cela sur la découverte d'un nouveau-né mâle de 24 cm de long, capturé au large de Singkawang dans le Kalimantan occidental, à Bornéo. Plus tard, les auteurs ont placé cette espèce comme appartenant au genre Carcharhinus. Avant 2004, seuls cinq spécimens du Requin de Bornéo étaient connus, tous immatures et recueillis avant 1937. En avril et mai 2004, des chercheurs de l'Universiti Malaysia Sabah ont découvert un certain nombre de spécimens supplémentaires en étudiant les ressources halieutiques de Sabah et de Sarawak.
Les relations évolutives du Requin de Bornéo sont incertaines. Jack Garrick, dans son étude morphologique de 1982, ne le rapproche d'aucun autre membre du genre. Leonard Compagno, en 1988, le regroupe provisoirement avec le Requin tiqueue (C. porosus), le Requin à taches noires (C. sealei), le Requin à queue tachetée (C. sorrah), le Requin baleinier (C. fitzroyensis), le Requin à joues blanches (C. dussumieri), le Requin à nez rude (C. macloti) et le Requin-baliai (C. hemiodon). Le Requin de Bornéo ressemble aux requins du genre Rhizoprionodon par certaines de leurs caractéristiques, comme par exemple les pores dilatés au niveau de sa gueule. Néanmoins, d'autres aspects de sa morphologie le placent indubitablement dans le genre Carcharhinus.

## Relations avec l'Homme
L'UICN (23 janvier 2023) classe l'espèce en catégorie CR (en danger critique) dans la liste rouge des espèces menacées depuis 2021. Victime de la pêche (même si son importance commerciale reste insignifiante), le requin de Bornéo a vu sa population décliner de plus de 80 % en 27 ans.